# 封豨
封，堯時代為禍南方桑林之野的雙頭大豬怪，又叫做封豕，力大無窮，四處傷人，使生民痛苦不堪。於是堯派遣神射手羿前往，才於桑林之野射傷封豨腿部，將牠活捉。